# Campos Altos (ort)
Campos Altos är en ort i Brasilien.   Den ligger i kommunen Campos Altos och delstaten Minas Gerais, i den sydöstra delen av landet, 500 km söder om huvudstaden Brasília. Campos Altos ligger 1 042 meter över havet och antalet invånare är 12 648.
Terrängen runt Campos Altos är platt norrut, men söderut är den kuperad.
Omgivningarna runt Campos Altos är huvudsakligen savann. Runt Campos Altos är det ganska glesbefolkat, med 34 invånare per kvadratkilometer.